# Botrychium pumicola
Botrychium pumicola là một loài dương xỉ trong họ Ophioglossaceae. Loài này được Coville ex Underw. mô tả khoa học đầu tiên năm 1900.